# Dmitriy Koblov
Dmitriy Koblov (en kazakh : Дмитрий Коблов ; né le 30 novembre 1992) est un athlète kazakh, spécialiste du 400 m haies.
Le 19 juin 2016, il établit à Bishkek (KGZ) son record personnel de 49,36 s.
Il remporte la médaille de bronze lors de l'épreuve inaugurale du relais 4 × 400 m mixte des Jeux asiatiques de 2018 à Jakarta. 